# Холуалоа
Холуалоа (гав. Holualoa) — статистически обособленная местность в округе Гавайи (штат Гавайи, США).

## География
Согласно Бюро переписи населения США статистически обособленная местность Холуалоа имеет общую площадь 39,3 квадратных километров, из которых 36,7 км2 относится к суше и 2,6 км2 или 6,66 % — к водным ресурсам.

## Демография
По данным переписи населения за 2000 год в Холуалоа проживало 6107 человек, насчитывалось 2383 домашних хозяйств, 1560 семей и 3330 жилых дома. Средняя плотность населения составляла около 155,4 человек на один квадратный километр.
Расовый состав Холуалоа по данным переписи распределился следующим образом: 55,51 % белых, 0,59 % — чёрных или афроамериканцев, 0,54 % — коренных американцев, 17,11 % — азиатов, 7,63 % — коренных жителей тихоокеанских островов, 17,13 % — представителей смешанных рас, 1,49 % — других народностей. Испаноговорящие составили 7,35 % населения.
Из 2383 домашних хозяйств в 26,5 % — воспитывали детей в возрасте до 18 лет, 51,9 % представляли собой совместно проживающие супружеские пары, в 8,9 % семей женщины проживали без мужей, 34,5 % не имели семьи. 23,8 % от общего числа семей на момент переписи жили самостоятельно, при этом 6,4 % составили одинокие пожилые люди в возрасте 65 лет и старше. В среднем домашнее хозяйство ведут 2,56 человек, а средний размер семьи — 3,01 человек.
Население Холуалоа по возрастному диапазону (данные переписи 2000 года) распределилось следующим образом: 21,4 % — жители младше 18 лет, 6,2 % — между 18 и 24 годами, 27,6 % — от 25 до 44 лет, 31,8 % — от 45 до 64 лет и 13 % — в возрасте 65 лет и старше. Средний возраст жителей составил 42 года. На каждые 100 женщин приходилось 102,6 мужчин, при этом на каждые сто женщин 18 лет и старше приходилось 100,2 мужчин также старше 18 лет.

## Экономика
Средний доход на одно домашнее хозяйство Холуалоа составил 50 492 долларов США, а средний доход на одну семью — 52 193 долларов. При этом мужчины имели средний доход в 37 461 доллар в год против 27 733 долларов среднегодового дохода у женщин. Доход на душу населения составил 25 222 доллара в год. 3,4 % от всего числа семей в местности и 7,8 % от всей численности населения находилось на момент переписи за чертой бедности, при этом 7,2 % из них были моложе 18 лет и 8,9 % — в возрасте 65 лет и старше.